# Swantje Sperling
Swantje Sperling (* 6. Juni 1983 in Ludwigsburg) ist eine deutsche Politikerin (Bündnis 90/Die Grünen). Seit 2021 ist sie Abgeordnete im Landtag von Baden-Württemberg.

## Leben
Sperling machte ihr Abitur am Lise-Meitner-Gymnasium in Remseck. Sie studierte anschließend Politikwissenschaft und Jura an der Eberhard Karls Universität Tübingen. Ihre Magisterarbeit legte sie bei Hans-Georg Wehling zum Thema „Democratic Talk - Kommunikation und Bürgerbeteiligung“ ab.

## Politik
Von 2009 bis 2020 war sie Gemeinderätin der Großen Kreisstadt Remseck am Neckar und von 2011 bis 2020 Kreisrätin im Landkreis Ludwigsburg. Von 2009 bis 2020 war sie zudem Mitglied im Vorstand des Kreisverbands Ludwigsburg von Bündnis 90/Die Grünen. Viele Jahre davon war sie Sprecherin des Kreisverbands. Bei der Landtagswahl in Baden-Württemberg 2021 am 14. März 2021 wurde sie mit 30,0 % der Stimmen im Landtagswahlkreis Waiblingen direkt in den Landtag gewählt. Sie ist Sprecherin ihrer Fraktion für Kommunalpolitik und für digitale Infrastruktur.